# Beretinec
Beretinec est un village et une municipalité située dans le comitat de Varaždin, en Croatie. Au recensement de 2001, la municipalité comptait 2 288 habitants, dont 99,48 % de Croates et le village seul comptait 1 054 habitants.

## Localités
La municipalité de Beretinec compte 3 localités : Beretinec, Črešnjevo (hr) et Ledinec (hr).